# Зажимчар
Зажимчар — река в Шурышкарском районе Ямало-Ненецкого АО России. Устье реки находится у деревни Казым-Мыс, по правому берегу протоки Лотпосл у её впадения в Обь. Длина реки 141 км, площадь водосборного бассейна — 2140 км², в 35 км по левому берегу впадает Нёмалъёган, в 51 км — Шомаёган.

## Данные водного реестра
По данным государственного водного реестра России относится к Нижнеобскому бассейновому округу, водохозяйственный участок реки — Обь от впадения реки Северная Сосьва до города Салехард, речной подбассейн реки — бассейны притоков Оби ниже впадения Северной Сосьвы. Речной бассейн реки — (Нижняя) Обь от впадения Иртыша.
По данным геоинформационной системы водохозяйственного районирования территории РФ, подготовленной Федеральным агентством водных ресурсов.